# Nguyễn Công Viên
Nguyễn Công Viên (12 tháng 6 năm 1914 – 17 tháng 12 năm 2006), là kỹ sư nông nghiệp và nhà ngoại giao Việt Nam Cộng hòa, từng giữ chức Tổng trưởng Bộ Canh nông Quốc gia Việt Nam và Bộ trưởng Bộ Canh nông Việt Nam Cộng hòa, rồi về sau làm Công sứ Việt Nam Cộng hòa tại Trung Hoa Dân Quốc.

## Tiểu sử
Nguyễn Công Viên sinh ngày 12 tháng 6 năm 1914, quê quán Nam Định:654 (có thuyết nói là Ninh Bình).
Ông tốt nghiệp chuyên ngành nông học rồi ra trường làm kỹ sư nông nghiệp.:654
Năm 1955, ông trở thành Tổng trưởng Bộ Canh nông Quốc gia Việt Nam, sau cuộc trưng cầu dân ý cùng năm, miền Nam Việt Nam thực hiện chính thể cộng hòa và đổi tên thành Việt Nam Cộng hòa. Trong ba năm đầu thời Đệ Nhất Cộng hòa, Tổng thống Ngô Đình Diệm vẫn để cho ông giữ nguyên chức Bộ trưởng Bộ Canh nông phục vụ tân chính phủ.
Năm 1958, ông được chính phủ bổ nhiệm làm Công sứ Việt Nam Cộng hòa tại Trung Hoa Dân Quốc cho đến năm 1964 thì từ chức để Đại sứ Phạm Xuân Chiểu lên thay.
Ông qua đời ở Fairfax, Virginia, Mỹ vào ngày 17 tháng 12 năm 2006, và được chôn cất tại Công viên Tưởng niệm Fairfax.